# Venio Losert
Venio Losert (Zavidovići, 25 de julho de 1976) é um handebolista profissional croata, atua como goleiro, é bicampeão olímpico.